# ニューデリー-アンブ・アンダウラ・ヴァンデ・バーラト急行
ニューデリー-アンブ・アンダウラ・ヴァンデ・バーラト急行（英語: New Delhi–Amb Andaura Vande Bharat Express）は、インドの急行列車であるヴァンデ・バーラト急行の1つ。2022年10月から営業運転を開始した。

## 概要
2022年10月13日にナレンドラ・モディ首相を始めとした閣僚や知事を招待する形での出発式が行われた、インドの長距離電車列車であるヴァンデ・バーラト急行のうち4番目に営業運転を開始した列車。首都・ニューデリーのニューデリー駅とヒマーチャル・プラデーシュ州の都市・アンバウラのアンブ・アンダウラ駅、全長412 kmの区間を結ぶ。所要時間は5時間15分で、同区間を走るシャターブディー急行を始めとした急行列車と比べて2 - 3時間以上の時間短縮が実現しており、観光輸送の強化や快適性の向上が図られている。2023年11月に実施されたダイヤの変更以降、火曜日を除く週6日に1往復が設定されている。列車は安全装置や加速度、快適性の向上や軽量化などの改良を施した車両（VB2）が用いられており、編成は16両編成である。